# Ben Doak
Ben Gannon Doak (Dalry, 11 november 2005) is een Schots voetballer die sinds 2025 uitkomt voor AFC Bournemouth.

## Clubcarrière

### Jeugd & Celtic
Doak genoot zijn jeugdopleiding bij Dalry Rovers, Ayr United FC en Celtic FC. Op 29 januari 2022 maakte hij zijn officiële debuut in het eerste elftal van laatstgenoemde club: in de competitiewedstrijd tegen Dundee United (1-0-winst) liet trainer Ange Postecoglou hem in de 68e minuut invallen. Vier dagen later mocht hij ook kort invallen in de stadsderby tegen Rangers FC, die Celtic met 3-0 won.

### Liverpool
In april 2022 tekende de zestienjarige Doak bij Liverpool FC, dat zo'n £600.000 voor hem neertelde.

### Middlesbrough
Op 30 juli 2024 trok Doak voor een uitleenbeurt naar het Engelse Middlesbrough, dat in de Championship uitkwam. Bij zijn eerste basisplaats voor de club, op 28 september 2024 tegen Stoke City, scoorde hij ook het eerste professionele doelpunt van zijn carrière. 

### Bournemouth
Op 18 augustus 2025 verkaste Doak naar Bournemouth. Liverpool ontving £20.000.000 met £5.000.000 in eventuele bonussen. Ook veranderde Doak de naam op zijn shirt naar "Gannon Doak" om de familienamen van beide ouders te kunnen dragen.

## Interlandcarrière
Doak debuteerde in 2019 als Schots jeugdinternational. Hij hielp Schotland –17 aan kwalificatie voor het EK –17 in 2022, maar miste het eindtoernooi door een blessure.
1 Alisson ·
2 Gomez ·
3 Endo ·
4 Van Dijk  ·
5 Konaté ·
6 Kerkez ·
7 Wirtz ·
8 Szoboszlai ·
10 Mac Allister ·
11 Salah ·
12 Bradley ·
14 Chiesa ·
15 Leoni ·
17 Jones ·
18 Gakpo ·
19 Elliott ·
21 Tsimikas ·
22 Ekitike ·
25 Mamardashvili ·
26 Robertson ·
28 Woodman ·
30 Frimpong ·
38 Gravenberch ·
41 Pécsi ·
42 Nyoni ·
43 Bajcetic ·
46 Williams ·
47 Ramsay ·
50 Doak ·
80 Morton ·
Coach: Slot
· Assistent-coach: van Bronckhorst
· Assistent-coach: Briggs
· Assistent-coach: Hulshoff
· Keeperstrainer: Valero